# THE GREY 凍える太陽
『THE GREY 凍える太陽』（ザ・グレイ こごえるたいよう、The Grey）は、2011年のアメリカ合衆国のサバイバル・スリラー映画。

## 概要
共同脚本・製作・監督ジョー・カーナハン、出演はリーアム・ニーソンとフランク・グリロなど。共同脚本イーアン・マッケンジー・ジェファーズの短編小説「ゴースト・ウォーカー」を基にしている。
物語は、飛行機事故でアラスカに取り残された数人の石油労働者が、容赦なく寒い天候の中、カナダの灰色オオカミの群れに追いかけられて生き延びなければならないというもの。
2011年12月に開催された映画鑑賞マラソンイベント「Butt-Numb-A-Thon」で初上映された。
ソフト発売の際に『ザ・グレイ』という邦題に改題された。

## ストーリー
石油採掘場に雇われた射撃のプロ・オットウェイ（リーアム・ニーソン）は、休暇を過ごすために家族のもとへ帰る他の作業員とともに飛行機に乗っていた。
ところが、その飛行機は嵐に巻き込まれ、アラスカの山中に墜落。生き残ったオットウェイらは、自分たちがオオカミの縄張りに来てしまったことに気付き、救助を待つよりも、その場から逃げたほうがよいと考えた。生きて帰るべく南へ向かう生存者を、厳しい自然が襲う。

## キャスト
※括弧内は日本語吹替
- オットウェイ - リーアム・ニーソン（大塚明夫）
- ディアス -  フランク・グリロ（浜田賢二）
- タルゲット - ダーモット・マローニー（小形満）
- ヘンリック - ダラス・ロバーツ（石上裕一）
- フラナリー - ジョー・アンダーソン（安斉一博）
- バーク - ノンソー・アノジー（高橋英則）
- ルウェンデン - ジェームズ・バッジ・デール（木島隆一）
- ヘルナンデス - ベン・ブレイ（菊本平）
- オットウェイの妻 - アン・オープンショー（沢海陽子）
- タルゲットの娘 (メアリー) - エラ・コソル（楠見藍子）

## 製作
2010年のアクション映画『特攻野郎Aチーム THE MOVIE』と同じく、ジョー・カーナハン監督、リドリー・スコットとトニー・スコット製作、リーアム・ニーソン主演という体制で製作された。当初、主役キャラクターにはもっと若い俳優を希望し、ブラッドリー・クーパーが予定されていたが、最終的にニーソンに置き換えられた。
撮影は2011年1月から3月までに40日間かけて行われた。映画はアラスカ州という設定であるが、ブリティッシュコロンビア州スミザーズで撮られた。

## 封切り
ワールド・プレミアは2012年1月11日にロサンゼルスのリーガル・シネマズ・シアターで行われた。

## 評価
批評家には概ね好評であり、Rotten Tomatoesでは176件のレビューで78%の支持率を集めた。ロジャー・イーバートは4つ星満点で3.5つ星を与えた。